# Prosoplus flavoguttatus
Prosoplus flavoguttatus är en skalbaggsart som först beskrevs av Aurivillius 1925.  Prosoplus flavoguttatus ingår i släktet Prosoplus och familjen långhorningar. Inga underarter finns listade i Catalogue of Life.